# Liste der Kulturdenkmäler in Mörlen
In der Liste der Kulturdenkmäler in Mörlen sind alle Kulturdenkmäler der rheinland-pfälzischen Ortsgemeinde Mörlen aufgeführt. Grundlage ist die Denkmalliste des Landes Rheinland-Pfalz (Stand: 21. Dezember 2021).

## Einzeldenkmäler
| Bezeichnung | Lage                    | Baujahr                            | Beschreibung                                                         | Bild                           |
| ----------- | ----------------------- | ---------------------------------- | -------------------------------------------------------------------- | ------------------------------ |
| Brunnen     | Kirchweg Lage           | zweite Hälfte des 19. Jahrhunderts | Laufbrunnen, Gusseisen, zweite Hälfte des 19. Jahrhunderts           | weitere Bilder Fotos hochladen |
| Schulhaus   | Nassauer Straße 15 Lage | 1886                               | ehemalige Schule, Typenbau, Ziegelmauerwerk, 1886                    | weitere Bilder Fotos hochladen |
| Quereinhaus | Westerwaldstraße 5 Lage |                                    | verschiefertes Fachwerk-Quereinhaus mit Niederlass, teilweise massiv | Fotos hochladen                |